# 50,000
50,000(오만)은 49,999보다 크고 50,001보다 작은 자연수다.

## 수학
- 합성수로, 그 약수는 총 30개다. (1, 2, 4, 5, 8, 10, 16, 20, 25, 40, 50, 80, 100, 125, 200, 250, 400, 500, 625, 1000, 1250, 2000, 2500, 3125, 5000, 6250, 10000, 12500, 25000, 50000)
  - 50000의 진약수의 합은 71086이므로, 50000은 과잉수다.
- 172번째 아킬레스 수다. 앞의 아킬레스 수는 49928, 다음은 51200이다.
- {\displaystyle 50000={\frac {1}{2}}\times 10^{5}}
- {\displaystyle 50000=40^{2}+220^{2}=100^{2}+200^{2}=152^{2}+164^{2}}

## 경제
- 대한민국의 50000원 지폐는 신사임당이다.
  - 대한민국의 지폐는 5만원권까지 만들어진다.

## 과학
- 50000 콰오아: 해왕성 바깥 천체.

## 50,000~59,999 사이의 주요 자연수

### 50,001~50,999
- 50,025: 75번째 이십각수.
- 50,056: 142번째 중심있는 오각수.
- 50,065: 85번째 십육각수.
- 50,086: 316번째 삼각수.
- 50,100: 120번째 구각수.
- 50,116: 66번째 사면체수.
- 50,142: 183번째 오각수.
- 50,147: 392번째 안전 소수(↔ 25,073).
- 50,176 = 2242
- 50,184: 67번째 케이크 수.
- 50,191: 106번째 십일각수.
- 50,197: 142번째 칠각수.
- 50,245: 159번째 중심있는 사각수.
- 50,311: 130번째 중심있는 육각수.
- 50,400: 27번째 고도 합성수.
- 50,403: 317번째 삼각수.
- 50,440: 130번째 팔각수.
- 50,459: 393번째 안전 소수(↔ 25,229).
- 50,509: 184번째 중심있는 삼각수.
- 50,601: 101번째 십이각수.
- 50,625 = 154 = 2252
- 50,653 = 373
- 50,692: 184번째 오각수.
- 50,721: 318번째 삼각수.
- 50,737: 113번째 십각수.
- 50,766: 143번째 중심있는 오각수.
- 50,821: 121번째 중심있는 칠각수.
- 50,881: 160번째 중심있는 사각수.
- 50,908: 143번째 칠각수.
- 50,941: 121번째 구각수.
- 50,997: 89번째 십오각수.

### 51,000~51,999
- 51,039: 53번째 사각뿔수.
- 51,040: 319번째 삼각수.
- 51,047: 394번째 안전 소수(↔ 25,523).
- 51,061: 185번째 중심있는 삼각수.
- 51,076 = 2262
- 51,091: 131번째 중심있는 육각수.
- 51,146: 107번째 십일각수.
- 51,200: 173번째 아킬레스 수.
- 51,203: 395번째 안전 소수(↔ 25,601).
- 51,218: 연속하는 두 소수(157, 163)의 제곱합, 서로 다른 두 소수의 제곱합으로 나타낼 수 있는 268번째 반소수.
- 51,221: 131번째 팔각수.
- 51,245: 185번째 오각수.
- 51,256: 86번째 십육각수.
- 51,287: 396번째 안전 소수(↔ 25,643).
- 51,301: 61번째 삼십각수.
- 51,347: 397번째 안전 소수(↔ 25,673).
- 51,360: 320번째 삼각수.
- 51,376: 76번째 이십각수.
- 51,407: 398번째 안전 소수(↔ 25,703).
- 51,481: 144번째 중심있는 오각수.
- 51,482: 서로 다른 두 소수(109, 199)의 제곱합으로 나타낼 수 있는 269번째 반소수.
- 51,521: 161번째 중심있는 사각수.
- 51,529 = 2272
- 51,533: 서로 다른 두 소수(2, 227)의 제곱합으로 나타낼 수 있는 270번째 반소수.
- 51,599: 399번째 안전 소수(↔ 25,799).
- 51,612: 102번째 십이각수.
- 51,616: 186번째 중심있는 삼각수.
- 51,624: 144번째 칠각수.
- 51,642: 114번째 십각수.
- 51,668: 122번째 중심있는 칠각수.
- 51,681: 321번째 삼각수.
- 51,683: 400번째 안전 소수(↔ 25,841).
- 51,698: 서로 다른 두 소수(13, 227)의 제곱합으로 나타낼 수 있는 271번째 반소수.
- 51,789: 122번째 구각수.
- 51,801: 186번째 오각수.
- 51,827: 401번째 안전 소수(↔ 25,913).
- 51,839: 402번째 안전 소수(↔ 25,919).
- 51,877: 132번째 중심있는 육각수.
- 51,938: 서로 다른 두 소수(47, 223)의 제곱합으로 나타낼 수 있는 272번째 반소수.
- 51,984 = 2282

### 52,000~52,999
- 52,003: 322번째 삼각수.
- 52,008: 132번째 팔각수.
- 52,058: 서로 다른 두 소수(23, 227)의 제곱합으로 나타낼 수 있는 273번째 반소수.
- 52,082: 서로 다른 두 소수(139, 181)의 제곱합으로 나타낼 수 있는 274번째 반소수.
- 52,110: 108번째 십일각수.
- 52,155: 90번째 십오각수.
- 52,165: 162번째 중심있는 사각수.
- 52,174: 187번째 중심있는 삼각수.
- 52,201: 145번째 중심있는 오각수.
- 52,223: 403번째 안전 소수(↔ 26,111).
- 52,272: 174번째 아킬레스 수.
- 52,326: 323번째 삼각수.
- 52,345: 145번째 칠각수.
- 52,360: 187번째 오각수, 32번째 오포체수.
- 52,379: 404번째 안전 소수(↔ 26,189).
- 52,394: 67번째 사면체수.
- 52,441 = 2292
- 52,461: 87번째 십육각수.
- 52,463: 68번째 케이크 수.
- 52,488: 175번째 아킬레스 수.
- 52,522: 123번째 중심있는 칠각수.
- 52,555: 115번째 십각수.
- 52,633: 103번째 십이각수, 13번째 카마이클 수.
- 52,642: 연속하는 두 개의 중심있는 오각수(141, 181)의 제곱합.
- 52,644: 123번째 구각수.
- 52,650: 324번째 삼각수.
- 52,669: 133번째 중심있는 육각수.
- 52,735: 188번째 중심있는 삼각수.
- 52,745: 77번째 이십각수.
- 52,801: 133번째 팔각수.
- 52,813: 163번째 중심있는 사각수.
- 52,898: 서로 다른 두 소수(37, 227)의 제곱합으로 나타낼 수 있는 275번째 반소수.
- 52,900 = 2302
- 52,919: 405번째 안전 소수(↔ 26,459).
- 52,922: 188번째 오각수.
- 52,926: 146번째 중심있는 오각수.
- 52,948: 28번째 이십면체수.
- 52,975: 325번째 삼각수.

### 53,000~53,999
- 53,003: 406번째 안전 소수(↔ 26,501).
- 53,010: 62번째 삼십각수.
- 53,016: 47번째 오각뿔수.
- 53,019: 43번째 팔면체수.
- 53,071: 146번째 칠각수.
- 53,083: 109번째 십일각수.
- 53,147: 407번째 안전 소수(↔ 26,573).
- 53,267: 408번째 안전 소수(↔ 26,663).
- 53,282: 서로 다른 두 소수(29, 229)의 제곱합으로 나타낼 수 있는 276번째 반소수.
- 53,299: 189번째 중심있는 삼각수.
- 53,301: 326번째 삼각수.
- 53,326: 91번째 십오각수.
- 53,361 = 2312
- 53,383: 124번째 중심있는 칠각수.
- 53,402: 서로 다른 두 소수(31, 229)의 제곱합으로 나타낼 수 있는 277번째 반소수.
- 53,465: 164번째 중심있는 사각수.
- 53,467: 134번째 중심있는 육각수.
- 53,476: 116번째 십각수.
- 53,487: 189번째 오각수.
- 53,506: 124번째 구각수.
- 53,600: 134번째 팔각수.
- 53,628: 327번째 삼각수.
- 53,642: 서로 다른 두 소수(131, 191)의 제곱합으로 나타낼 수 있는 278번째 반소수.
- 53,656: 147번째 중심있는 오각수.
- 53,664: 104번째 십이각수.
- 53,680: 88번째 십육각수.
- 53,699: 409번째 안전 소수(↔ 26,849).
- 53,759: 410번째 안전 소수(↔ 26,879).
- 53,783: 411번째 안전 소수(↔ 26,891).
- 53,786: 연속하는 두 개의 중심있는 사각수(145, 181)의 제곱합.
- 53,792: 176번째 아킬레스 수.
- 53,802: 147번째 칠각수.
- 53,824 = 2322
- 53,866: 190번째 중심있는 삼각수.
- 53,955: 54번째 사각뿔수.
- 53,956: 328번째 삼각수.
- 53,987: 412번째 안전 소수(↔ 26,993).

### 54,000~54,999
- 54,000: 177번째 아킬레스 수.
- 54,055: 190번째 오각수.
- 54,065: 110번째 십일각수.
- 54,121: 165번째 중심있는 사각수.
- 54,122: 서로 다른 두 소수(41, 229)의 제곱합으로 나타낼 수 있는 279번째 반소수.
- 54,132: 78번째 이십각수.
- 54,218: 서로 다른 두 소수(67, 223)의 제곱합으로 나타낼 수 있는 280번째 반소수.
- 54,251: 125번째 중심있는 칠각수.
- 54,271: 135번째 중심있는 육각수.
- 54,285: 329번째 삼각수.
- 54,287: 413번째 안전 소수(↔ 27,143).
- 54,289 = 2332
- 54,375: 125번째 구각수.
- 54,391: 148번째 중심있는 오각수.
- 54,405: 135번째 팔각수, 117번째 십각수.
- 54,436: 191번째 중심있는 삼각수.
- 54,510: 92번째 십오각수.
- 54,538: 148번째 칠각수.
- 54,563: 414번째 안전 소수(↔ 27,281).
- 54,615: 330번째 삼각수.
- 54,626: 191번째 오각수.
- 54,675: 178번째 아킬레스 수.
- 54,705: 105번째 십이각수.
- 54,722: 서로 다른 두 소수(101, 211)의 제곱합으로 나타낼 수 있는 281번째 반소수.
- 54,740: 68번째 사면체수.
- 54,747: 63번째 삼십각수.
- 54,748: 각 자릿수의 5제곱의 합.

({\displaystyle 5^{5}+4^{5}+7^{5}+4^{5}+8^{5}=3125+1024+16807+1024+32768=54748})
- 54,756 = 2342
- 54,781: 166번째 중심있는 사각수.
- 54,810: 69번째 케이크 수.
- 54,818: 서로 다른 두 소수(23, 233)의 제곱합으로 나타낼 수 있는 282번째 반소수.
- 54,872 = 383
- 54,913: 89번째 십육각수.
- 54,925: 179번째 아킬레스 수.
- 54,946: 331번째 삼각수.
- 54,959: 415번째 안전 소수(↔ 27,479).
- 54,962: 서로 다른 두 소수(149, 181)의 제곱합으로 나타낼 수 있는 283번째 반소수.

### 55,000~55,999
- 55,009: 192번째 중심있는 삼각수.
- 55,056: 111번째 십일각수.
- 55,058: 서로 다른 두 소수(73, 223)의 제곱합으로 나타낼 수 있는 284번째 반소수.
- 55,097: 416번째 안전 소수(↔ 27,539).
- 55,081: 136번째 중심있는 육각수.
- 55,103: 417번째 안전 소수(↔ 27,551).
- 55,112: 180번째 아킬레스 수.
- 55,125: 181번째 아킬레스 수.
- 55,126: 126번째 중심있는 칠각수.
- 55,131: 149번째 중심있는 오각수.
- 55,163: 418번째 안전 소수(↔ 27,581).
- 55,200: 192번째 오각수.
- 55,216: 136번째 팔각수.
- 55,225 = 2352
- 55,251: 126번째 구각수.
- 55,278: 332번째 삼각수.
- 55,279: 149번째 칠각수.
- 55,296: 182번째 아킬레스 수.
- 55,342: 118번째 십각수.
- 55,440: 28번째 고도 합성수, 7부터 11까지 연속하는 자연수 5개의 곱.
- 55,445: 167번째 중심있는 사각수.
- 55,487: 419번째 안전 소수(↔ 27,743).
- 55,537: 79번째 이십각수.
- 55,547: 420번째 안전 소수(↔ 27,773).
- 55,585: 193번째 중심있는 삼각수.
- 55,611: 333번째 삼각수.
- 55,619: 421번째 안전 소수(↔ 27,809).
- 55,696 = 2362
- 55,707: 93번째 십오각수.
- 55,756: 106번째 십이각수.
- 55,777: 193번째 오각수.
- 55,787: 422번째 안전 소수(↔ 27,893).
- 55,802: 서로 다른 두 소수(139, 191)의 제곱합으로 나타낼 수 있는 285번째 반소수.
- 55,876: 150번째 중심있는 오각수.
- 55,897: 137번째 중심있는 육각수.
- 55,922: 서로 다른 두 소수(59, 229)의 제곱합으로 나타낼 수 있는 286번째 반소수.
- 55,945: 334번째 삼각수.
- 55,967: 423번째 안전 소수(↔ 27,983).

### 56,000~56,999
- 56,003: 424번째 안전 소수(↔ 28,001).
- 56,008: 127번째 중심있는 칠각수.
- 56,025: 150번째 칠각수.
- 56,033: 137번째 팔각수.
- 56,039: 425번째 안전 소수(↔ 28,019).
- 56,056: 112번째 십일각수.
- 56,113: 168번째 중심있는 사각수.
- 56,134: 127번째 구각수.
- 56,138: 서로 다른 두 소수(43, 233)의 제곱합으로 나타낼 수 있는 287번째 반소수.
- 56,160: 90번째 십육각수.
- 56,162: 서로 다른 두 소수(61, 229)의 제곱합으로 나타낼 수 있는 288번째 반소수.
- 56,164: 194번째 중심있는 삼각수.
- 56,169 = 2372
- 56,280: 335번째 삼각수.
- 56,287: 119번째 십각수.
- 56,357: 194번째 오각수.
- 56,402: 서로 다른 두 소수(109, 211)의 제곱합으로 나타낼 수 있는 289번째 반소수.
- 56,448: 183번째 아킬레스 수, 48번째 오각뿔수.
- 56,512: 64번째 삼십각수.
- 56,616: 336번째 삼각수.
- 56,618: 서로 다른 두 소수(83, 223)의 제곱합으로 나타낼 수 있는 290번째 반소수.
- 56,626: 151번째 중심있는 오각수.
- 56,655 = 2382
- 56,719: 138번째 중심있는 육각수.
- 56,746: 195번째 중심있는 삼각수.
- 56,776: 151번째 칠각수.
- 56,785: 169번째 중심있는 사각수.
- 56,804: 44번째 팔면체수.
- 56,807: 426번째 안전 소수(↔ 28,403).
- 56,817: 107번째 십이각수.
- 56,856: 138번째 팔각수.
- 56,858: 서로 다른 두 소수(73, 227)의 제곱합으로 나타낼 수 있는 291번째 반소수.
- 56,897: 128번째 중심있는 칠각수.
- 56,917: 94번째 십오각수.
- 56,940: 195번째 오각수.
- 56,953: 337번째 삼각수.
- 56,960: 80번째 이십각수.
- 56,980: 55번째 사각뿔수.
- 56,999: 427번째 안전 소수(↔ 28,499).

### 57,000~57,999
- 57,024: 128번째 구각수.
- 57,065: 113번째 십일각수.
- 57,098: 서로 다른 두 소수(53, 233)의 제곱합으로 나타낼 수 있는 292번째 반소수.
- 57,119: 428번째 안전 소수(↔ 28,559).
- 57,120: 14부터 17까지 연속하는 네 자연수의 곱.
- 57,121 = 2392
- 57,132: 184번째 아킬레스 수.
- 57,143: 429번째 안전 소수(↔ 28,571).
- 57,146: 서로 다른 두 소수(5, 239)의 제곱합으로 나타낼 수 있는 293번째 반소수.
- 57,155: 69번째 사면체수.
- 57,226: 70번째 케이크 수.
- 57,240: 120번째 십각수.
- 57,242: 서로 다른 두 소수(11, 239)의 제곱합으로 나타낼 수 있는 294번째 반소수.
- 57,287: 430번째 안전 소수(↔ 28,643).
- 57,291: 338번째 삼각수.
- 57,331: 196번째 중심있는 삼각수.
- 57,381: 152번째 중심있는 오각수.
- 57,421: 91번째 십육각수.
- 57,461: 170번째 중심있는 사각수.
- 57,503: 431번째 안전 소수(↔ 28,751).
- 57,526: 196번째 오각수.
- 57,532: 152번째 칠각수.
- 57,547: 139번째 중심있는 육각수.
- 57,578: 서로 다른 두 소수(137, 197)의 제곱합으로 나타낼 수 있는 295번째 반소수.
- 57,587: 432번째 안전 소수(↔ 28,793).
- 57,600 = 2402
- 57,630: 339번째 삼각수.
- 57,685: 139번째 팔각수.
- 57,719: 433번째 안전 소수(↔ 28,859).
- 57,793: 129번째 중심있는 칠각수.
- 57,800: 185번째 아킬레스 수.
- 57,803: 434번째 안전 소수(↔ 28,901).
- 57,818: 연속하는 두 소수(167, 173)의 제곱합, 서로 다른 두 소수의 제곱합으로 나타낼 수 있는 296번째 반소수.
- 57,888: 108번째 십이각수.
- 57,899: 435번째 안전 소수(↔ 28,949).
- 57,919: 197번째 중심있는 삼각수.
- 57,921: 129번째 구각수.
- 57,923: 436번째 안전 소수(↔ 28,961).
- 57,967: 186번째 아킬레스 수.
- 57,970: 340번째 삼각수.

### 58,000~58,999
- 58,043: 437번째 안전 소수(↔ 29,021).
- 58,067: 438번째 안전 소수(↔ 29,033).
- 58,081 = 2412
- 58,083: 114번째 십일각수.
- 58,085: 서로 다른 두 소수(2, 241)의 제곱합으로 나타낼 수 있는 297번째 반소수.
- 58,115: 197번째 오각수.
- 58,140: 95번째 십오각수.
- 58,141: 171번째 중심있는 사각수, 153번째 중심있는 오각수.
- 58,201: 121번째 십각수.
- 58,202: 서로 다른 두 소수(11, 241)의 제곱합으로 나타낼 수 있는 298번째 반소수.
- 58,293: 153번째 칠각수.
- 58,305: 65번째 삼십각수.
- 58,311: 341번째 삼각수.
- 58,381: 140번째 중심있는 육각수.
- 58,401: 81번째 이십각수.
- 58,403: 439번째 안전 소수(↔ 29,201).
- 58,418: 서로 다른 두 소수(83, 227)의 제곱합으로 나타낼 수 있는 299번째 반소수.
- 58,442: 서로 다른 두 소수(19, 241)의 제곱합으로 나타낼 수 있는 300번째 반소수.
- 58,510: 198번째 중심있는 삼각수.
- 58,520: 140번째 팔각수.
- 58,564 = 2422
- 58,599 {\displaystyle \approx 10^{4}(e+\pi )} (OEIS의 수열 A059742)
- 58,653: 342번째 삼각수.
- 58,679: 440번째 안전 소수(↔ 29,339).
- 58,696: 92번째 십육각수, 130번째 중심있는 칠각수.
- 58,707: 198번째 오각수.
- 58,727: 441번째 안전 소수(↔ 29,363).
- 58,778: 서로 다른 두 소수(67, 233)의 제곱합으로 나타낼 수 있는 301번째 반소수.
- 58,786: 11번째 카탈랑 수.
- 58,802: 서로 다른 두 소수(41, 239)의 제곱합으로 나타낼 수 있는 302번째 반소수.
- 58,825: 130번째 구각수, 172번째 중심있는 사각수.
- 58,899: 29번째 이십면체수.
- 58,905: 33번째 오포체수.
- 58,906: 154번째 중심있는 오각수.
- 58,907: 442번째 안전 소수(↔ 29,453).
- 58,967: 443번째 안전 소수(↔ 29,483).
- 58,969: 109번째 십이각수.
- 58,996: 343번째 삼각수.

### 59,000~59,999
- 59,049 = 310 = 95 = 2432
- 59,059: 154번째 칠각수.
- 59,063: 444번째 안전 소수(↔ 29,531).
- 59,104: 199번째 중심있는 삼각수.
- 59,110: 115번째 십일각수.
- 59,138: 서로 다른 두 소수(97, 223)의 제곱합으로 나타낼 수 있는 303번째 반소수.
- 59,168: 187번째 아킬레스 수.
- 59,170: 122번째 십각수.
- 59,221: 141번째 중심있는 육각수.
- 59,282: 서로 다른 두 소수(151, 191)의 제곱합으로 나타낼 수 있는 304번째 반소수.
- 59,302: 199번째 오각수.
- 59,319 = 393
- 59,340: 344번째 삼각수.
- 59,361: 141번째 팔각수.
- 59,376: 96번째 십오각수.
- 59,447: 445번째 안전 소수(↔ 29,723).
- 59,513: 173번째 중심있는 사각수.
- 59,536 = 2442
- 59,606: 131번째 중심있는 칠각수.
- 59,640: 70번째 사면체수.
- 59,643: 188번째 아킬레스 수.
- 59,676: 155번째 중심있는 오각수.
- 59,685: 345번째 삼각수.
- 59,701: 200번째 중심있는 삼각수.
- 59,712: 71번째 케이크 수.
- 59,736: 131번째 구각수.
- 59,747: 446번째 안전 소수(↔ 29,873).
- 59,762: 서로 다른 두 소수(41, 241)의 제곱합으로 나타낼 수 있는 305번째 반소수.
- 59,830: 155번째 칠각수.
- 59,860: 82번째 이십각수.
- 59,900: 200번째 오각수.
- 59,985: 93번째 십육각수.